# الدوري السلوفيني لكرة القدم 1987–88
الدوري السلوفيني لكرة القدم 1987–88 هو موسم من الدوري السلوفيني لكرة القدم ‏. فاز فيه نادي كوبر.